# Double je (série télévisée)
Pour les articles homonymes, voir Double je.
Double je est une série télévisée policière française en huit épisodes de 52 minutes, créée par Camille Pouzol sur une idée originale de Stéphane Drouet, et diffusée du 21 mai 2019 au 14 juin 2019 sur France 2 en collaboration avec Stéphane Drouet et Lionel Olenga, et produite par Stéphane Drouet.

## Synopsis
La capitaine Déa Versini va fêter ses quarante ans. Policière atypique et indisciplinée de la PJ bordelaise, rétive aux horaires comme à la procédure, elle mène ses enquêtes en duo avec un ami imaginaire dénommé Jimmy, grand moustachu gominé toujours vêtu d'un smoking, partenaire que Déa s'est créé quand elle était petite pour surmonter un traumatisme familial. Jimmy, extériorisation de ses intuitions et de son inconscient, l'aide brillamment dans ses enquêtes — sans qu'elle puisse jamais avouer à ses collègues sa façon de procéder — et lui est à la fois un soutien fidèle et un contradicteur drolatique dans sa vie personnelle de mère de famille divorcée.
Soudain, l'arrivée imprévue et imposée par la hiérarchie du jeune mais très compétent lieutenant Matthieu Belcourt vient bousculer le duo secret entre Déa et Jimmy. Mais Mathieu n'aurait-il pas lui-même un secret ? Et ne dérangerait-il pas surtout Jimmy, bien plus que Déa ?

## Fiche technique
- Titre de la série : Double je
- Création : Camille Pouzol
- Réalisation : Laurent Dussaux (épisodes 1 à 4)  / Akim Isker (épisodes 5 à 8)
- Montage : Aïn Varet, Fabrice Dautcourt
- Producteur : Stéphane Drouet
- Productrice artistique : Camille Pouzol
- Coordination artistique : Amélie Souteyrand

## Distribution

### Acteurs principaux
- Carole Weyers : Déa Versini, capitaine de police à Bordeaux
- François Vincentelli : Jimmy, l'ami imaginaire de Déa
- Ambroise Michel : Mathieu Belcourt, lieutenant de police, coéquipier de Déa
- Pierre Laplace : Xavier Frémont, commissaire de police, supérieur hiérarchique de Déa
- Denis Sebbah : Dr Philippe Martin, psychanalyste de Déa
- François Dunoyer : Massimo Versini, père de Déa, ancien "nez" de parfumerie
- Fleur Geffrier : Jeanne Granger, médecin-légiste
- Bastien Bernini : Damien Serna, technicien de la PJ
- Bruno Gouery : Fred Jolin, le brigadier lunaire
- Giacomo Angotti : Théo, fils de Déa
- Benjamin Bellecour : Pr Vincent Laubier, chef de service en neurochirurgie, ex-mari de Déa

## Liste des épisodes
Sauf indication contraire, les informations mentionnées dans cette section peuvent être confirmées par la base de données cinématographiques IMDb,  présente dans la section « Liens externes ».
Les huit épisodes de la série ont une durée moyenne de 55 min. 
diffusions : 
- France 2 : chaque vendredi du 24 mai au 14 juin 2019, par groupe de deux épisodes ; disponible en replay jusqu'au 21 juin[2].
- France Ô : le samedi du 22 juin au 13 juillet 2019, toujours par groupe de deux épisodes.
- TV5Monde : le dimanche du 10 juillet au 31 juillet 2022 durant la nuit, également par groupe de deux épisodes.

La Série a aussi été disponible sur la plateforme Salto (plateforme SVOD).

### Épisode 1:Le système D
- France : 24 mai 2019 sur France 2

- France : 3,13 millions de téléspectateurs (14,5 % de part d'audience)[3] (première diffusion)

- Jean-Toussaint Bernard : Arnaud Lantin, amoureux de la victime
- François Berland : Jean Duval, le père de la victime
- Daniel Njo Lobé : Me Bernard
- Hajar Abourachid : Sandrine Verlot
- Adèle Galloy : Standardiste labo
- Jean-Philippe Lachaud : flic 1

### Épisode 2:Débat de conscience
- France : 24 mai 2019 France 2

- France : 2,58 millions de téléspectateurs (13,4 % de part d'audience)[3] (première diffusion)

- Élisa Sergent : Fanny Deleuze, l'épouse du malade cancéreux
- Anne-Laure Gruet : Carole Blanche
- Nicolas Breuil : Jonathan Bruner
- Jeremy Charvet : Paul Brodert
- Gilles-Vincent Kapps : Raphaël Deleuze
- Sandra Parfait : infirmière accueil

### Épisode 3:Divorce sur mesure
- France : 31 mai 2019 France 2

- France : 2,56 millions de téléspectateurs (13,5 % de part d'audience)[4] (première diffusion)

- Catherine Marchal : l'avocate
- Jean Dell : le mari de l'avocate
- Charles Tesnière : Thomas Montel
- Jean Francois Coffin : serveur

### Épisode 4:Dans la peau
- France : 31 mai 2019 France 2

- France : 1,99 million de téléspectateurs (11,4 % de part d'audience)[4] (première diffusion)

- Michaël Vander-Meiren : le tatoueur

### Épisode 5:Drame shakespearien
- France : 7 juin 2019 France 2

- France : 2,27 millions de téléspectateurs (9,9 % de part d'audience)[5] (première diffusion)

- Stéphane Guillon : le directeur de l'école de théâtre
- Cosima Bevernaege : Lucie / Manon Cambria
- Thierry Levaret : Alain Cambria
- Muranyi Kovacs : Solène Cambria
- Kamel Labroudi : Bilal Lakdar
- Adèle Choubard : Sonia Dugain

### Épisode 6:Dernier cru
- France : 7 juin 2019 France 2

- France : 1,96 million de téléspectateurs (9,4 % de part d'audience)[5] (première diffusion)

- Tom Novembre : le propriétaire viticole
- Anne-Pascale Clairembourg : Éléonore Brummet
- Guylène Péan : Élise de Brunetier
- Albert Goldberg : Dikran Minassian
- Jean-Philippe Puymartin : l'homme mystère DGSI
- Michaël Assié : Agent Ripier

### Épisode 7:Doublure parfaite
- France : 14 juin 2019 France 2

- France : 2,55 millions de téléspectateurs (12,5 % de part d'audience)[6] (première diffusion)

- Damien Jouillerot : Xavier Cuenot
- Sophie Le Tellier : Isabelle Marti

### Épisode 8:Douleur fantôme
- France : 14 juin 2019 France 2

- France : 2,09 millions de téléspectateurs (11,5 % de part d'audience)[6] (première diffusion)

- Carole Bianic : Julie, l'agent de la DGSI en infiltration
- Hélène Alexandridis : Andréa Grénoise
- Franck Falise : Loïc Brunet / Lukas Tarkov
- Cédric Vieira : Anton Tarkov
- Anastasia Cherepanova : Déa enfant

## Production
Le 15 juin 2019, au lendemain de la diffusion de l'épilogue de la saison 1, la créatrice Camille Pouzol déclare être en pleine écriture d'une éventuelle deuxième saison, sans savoir encore si celle-ci sera ou non réalisée.
Le 12 juillet 2019, France 2 annonce l’annulation de la série, confirmant une information du site VL-Média.

## Musique
La musique originale est composée et interprétée par Michaël Tordjman et Maxime Desprez.
Parmi les musiques additionnelles, on peut citer : 
- Take on Me, d'abord par a-ha (épisode 1) puis dans une version acoustique par Nikhil D'souza[9] (épisode 8) ;
- Embrasse-moi idiot  par Bill Baxter (épisode 5), titre sur lequel dansent Déa et Jimmy ;
- en raison des origines familiales transalpines de Déa Versini, la bande-son intègre plusieurs chansons italiennes, dont Sarà perché ti amo (épisode 1).

## Tournage
L'histoire se déroule à Bordeaux. La ville est nommément citée et visible sur de nombreux plans, notamment aériens. Mais une grande partie du tournage a lieu dans les studios créés par la société Making Prod dans des hangars à avions de l'ancienne base aérienne 112 Reims-Champagne, située dans la Marne. Des séquences ont été filmées au Centre Hospitalier Auban-Moët d’Épernay, où « certains figurants sont des agents qui jouent leur propre rôle ».
Les huit épisodes de la série ont été tournés en seulement 72 jours.

## Accueil critique
Moustique estime que Carole Weyers est « le premier atout de cette série : elle donne à son personnage ce "je-ne-sais-quoi" de sympathie et de romanesque qui en font une héroïne réussie ». Quant au scénario, « Double je ne se contente pas non plus de résoudre une enquête par épisode, mais propose un réel arc dramatique ».

## Distinction
L’actrice principale Carole Weyers a obtenu pour le rôle de Déa Versini le prix d’interprétation au festival Séries Mania en 2019.

### Revue de presse
- Thomas Destouches, « Double mixte imaginaire. Dans cette nouvelle série policière, une flic fait équipe avec son ami imaginaire et un coéquipier bien réel. », Télécâble Sat Hebdo no 1515, SETC, Saint-Cloud, 13 mai 2019, p. 10,  (ISSN 1630-6511).